# 中藪規正
中藪 規正（なかやぶ のりまさ　1957年5月2日 - ）は、日本のプロデューサー、演出家、民俗芸能研究者である。一般社団法人  文化財共働代表理事。

## 来歴
山形県米沢市で出生。東京都狛江市で育つ。1970年に自由学園男子部普通科に入学。その後東京都立狛江高等学校を卒業した。
1982年に早稲田大学第一文学部演劇専修を卒業して、同大学大学院文学研究科芸術学専攻に進み、1984年に博士課程前期を修了した（文学修士）。早稲田大学大学および大学院在学中の1981年より1984年まで指導教授鳥越文藏の勧めで、本田安次が企画した同学坪内博士記念演劇博物館による全国20個所の民俗芸能映像記録の作業に参加した。
1984年、木村東介が営む古美術店羽黒洞に勤める。
1985年より母方の中藪姓となる。
1985年に牛山純一が主宰した日本映像記録センター（略称：映像記録）に参加する。1985年から1987年まで、映像記録・日本テレビ・読売新聞が共同主催したアマチアによる記録映像コンクール「日本映像フェスティバル」事務局デスクを務める。牛山が監督した『あの涙を忘れない　日本が朝鮮を支配した36年間』（テレビ朝日、1989年8月14日放送）の制作デスクも担当した。
2000年、株式会社ノンフィクションチャネル設立に参加する。
2000年から2003年まで、スカイパーフェクＴＶ「伝統文化放送（のち歌舞伎チャンネル）」、60分対談番組『芸に生きる』（司会、鈴木治彦） 第2シリーズ62本の構成・演出・編集を担当した。
2016年に一般社団法人文化財共働代表理事に就任した。

## 映像等
- 1989年　テレビ朝日『あの涙を忘れない　日本が朝鮮を支配した36年間』　制作デスク
- 1991年　早稲田大学坪内博士記念演劇博物館『全世界は劇場なり』　構成・演出・編集
- 2000年ー2003年　伝統文化放送『芸に生きる』　構成・演出・編集
- 2001年　全国公立文化施設協会『江戸の音　三味線』　構成・演出・編集
- 2002年　東日本鉄道文化財団「伝統空間選集」[4]1『上三原田の歌舞伎舞台』プロデュース
- 2003年　東日本鉄道文化財団「伝統空間選集」[4]2『五所川原の立侫武多』プロデュース、第41回日本産業映画ビデオコンクール観光部門賞受賞
- 2003年　東日本鉄道文化財団「伝統空間選集」[4]3『越後二十村郷 牛の角突き』プロデュース
- 2004年　東日本鉄道文化財団「伝統空間選集」[4]4『信濃大町の子供流鏑馬』プロデュース
- 2004年　東日本鉄道文化財団「伝統空間選集」[4]5『信濃 姨捨の棚田』プロデュース
- 2005年　山梨県教育委員会・上野原市教育委員会　『無生野の大念仏』全記録、プロデュース・演出
- 2005年　山梨県教育委員会・富士河口湖町教育委員会　『河口浅間神社の稚児の舞』全記録　プロデュース
- 2005年　紀伊国屋書店DVDシリーズ日本の民俗芸能[5]『椎葉神楽〜山の民の祈り[6]』　プロデュース
- 2006年    紀伊國屋書店    ＣＤ『復元幻の長時間レコード 山城少掾 大正昭和の文楽を聞く』　プロデュース
- 2007年　紀伊国屋書店DVDシリーズ日本の民俗芸能[5]『奥三河の花祭り』　プロデュース　教育映像祭優秀映像 教材選奨優秀作品賞受賞[7]
- 2007年　紀伊国屋書店DVDシリーズ日本の民俗芸能[5]『大日堂舞楽』　プロデュース
- 2007年　紀伊国屋書店  DVD鉄道シリーズ『EF63 完全版[8]』　プロデュース
- 2008年　紀伊国屋書店  DVD鉄道シリーズ『記録　489系[9]』　プロデュース
- 2009年　紀伊国屋書店  DVD鉄道シリーズ『記録　EF58[10]』　プロデュース
- 2009年   文化庁    変容の危機にある無形文化財の映像記録(NHKエデュケーショナル）『松本のコトヨウカ[11]』　プロデュース
- 2010年   日本大学本部(NHKエデュケーショナル)    薬物乱用防止教育用映像『すべてを失う前に』　プロデュース
- 2010年　学校法人自由学園『第29回自由学園音楽会』ＤＶＤ　プロデュース・演出
- 2012年　 文化庁地域伝統文化活性化事業　「御園の花祭」全記録　プロデュース・構成
- 2013年    文化庁地域伝統文化活性化事業(NHKエデュケーショナル）　『御園の花祭    ～舞に託す願い～』　構成・演出
- 2015年   山梨県富士河口湖町教育委員会『河口の稚児の舞国記録選択無形民俗文化財調査報告書』付録資料映像
- 2018年　愛知県東栄町教育委員会『設楽のシカウチ行事国記録選択無形民俗文化財調査報告書[12]』付録資料映像
- 2018年　伝承千三百年記念公演[13]記録DVD 「大日堂舞楽」　プロデュース
- 2018年ー　公益財団法人ニッポンドットコム[14]掲載のＣＡＴＶ局発コンテンツ　編集

## ウェブサイト
- 2001年    情報処理推進機構(早稲田大学演劇博物館)『教育用画像素材集』「和楽器」　企画・プロデュース
- 2002年    情報処理推進機構(早稲田大学演劇博物館)『教育用画像素材集』「人形浄瑠璃文楽」　企画・プロデュース
- 2004年　日本芸術文化振興会文化デジタルライブラリー『仮名手本忠臣蔵[15]』　企画・プロデュース
- 2005年　日本芸術文化振興会文化デジタルライブラリー『文楽篇その一　歴史と義太夫節[16]』　企画・プロデュース
- 2007年　日本芸術文化振興会文化デジタルライブラリー『日本の伝統音楽　歌唱編[17]』　企画・プロデュース
- 2009年　日本芸術文化振興会文化デジタルライブラリー『能楽編その二　狂言・能楽の歴史[18]』　企画・プロデュース
- 2017年　気仙伝統文化活性化委員会『黄金の国ケセンをめぐる文化財ガイド[19]』　企画・プロデュース
- 2017年　椎葉民俗芸能博物館『椎葉村文化財巡りガイド[20]』　企画・プロデュース

## 催事
- 2001ー2007年　東日本鉄道文化財団『まるきた伝統空間[21]』　企画・構成・演出
- 2010年ー　　　　神奈川県民俗芸能保存協会・神奈川県・はまぎん産業文化振興財団『きらめくふるさと　かながわ民俗芸能祭』　制作統括
- 2014年　富山県文化振興財団『とやまのたから』　企画
- 2016ー2018年　気仙伝統文化活性化委員会『けせんのたから』　企画・プロデュース
- 2019年ー　としま未来文化財団・豊島区『民俗芸能inとしま』　プロデュース・構成・演出

## 事業企画
- 1995年ー1999年    株式会社テック「Natural Collection[22]」（アロマテラピー基礎化粧品ブランド）　プロダクトデザイン
- 2010年   文化庁地域伝統文化活性化事業『千代田区鍛冶町一丁目の子ども神輿修復と祭礼に関する聞き取り調査』　企画
- 2011年   文化庁地域伝統文化活性化事業『福島県域の無形民俗文化財被災調査』　企画
- 2014年   文化遺産を活かした地域伝統文化活性化事業『岩手県気仙郡住田町    気仙の信仰習俗再発見』　企画
- 2015年   宮崎県東臼杵郡椎葉村『民俗芸能博物館２０周年リニューアル提案』　企画

## 著作
- 『歌舞伎の舞台技術と技術者たち』日本俳優協会、2000年。（共著）
- 『芸術情報アートエクスプレス』「パブリックスペースの有効活用」全国公立文化施設協会、2004年
- 『民俗芸能に関する情報の発信と共有』東京文化財研究所民俗芸能研究協議会、2004年
- 『無形民俗文化財映像記録作成の手引き』東京文化財研究所無形文化遺産部、2008年（共著）
- 「地域文化を支えてきたもの」『芸術情報アートエクスプレス』全国公立文化施設協会、2009年、[要ページ番号]
- 「詳説 映像記録日記」『藝能史研究』、2014年[要文献特定詳細情報]
- 愛知県東栄町盆踊り調査会 編『東栄町の盆行事調査報告書』東栄町、2015年。（共著）
- 『設楽のシカウチ行事調査報告書[12]』愛知県東栄町教育委員会、2018年（共著）

## 役職等
- 民俗芸能学会
  - 評議員：2000年4月 - 2008年3月、2016年4月[要出典] - 2021年3月[23]　
  - 理事：2008年4月 - 2016年3月
- 本田安次賞選考委員：2012年4月 - 2016年3月
- 文化財共働代表理事：2016年4月 -